# بدل (فیلم ۱۳۷۲)
بدل فیلمی به کارگردانی جهانگیر جهانگیری و نویسندگی فرید مصطفوی محصول سال ۱۳۷۲ است.

## خلاصه داستان
صفدر کوکبی در فیلم‌های فارسی به عنوان بدل بازی می‌کند و به صفدر استالونه معروف است...

## بازیگران
- حبیب اسماعیلی
- افسانه بایگان
- چنگیز وثوقی
- فتحعلی اویسی
- جلال مقدم
- شهلا ریاحی
- علی‌اصغر گرمسیری
- طاهره سری
- محمد ورشوچی
- شهرام عجم
- منوچهر افسری
- اکبر ظفرنیام
- هادی اسلامی
- هوشنگ دیبائیان
- هاشم مقدم
- ابراهیم تفرشی
- محمد ایمانی‌نژاد
- علی الهیاری
- حسین قطاع
- محمدعلی صحرایی
- غلامرضا خانی‌زاده
- سیاوش آریا
- قدرت قربانی
- جواد آسیا